# Plumeria magna
Plumeria magna là một loài thực vật có hoa trong họ La bố ma. Loài này được Zanoni & M.M.Mejía miêu tả khoa học đầu tiên năm 1989.